# Parnassius glacialis
Espèce
Parnassius glacialis ou Apollon des glaces est une espèce d'insectes lépidoptères de la famille des Papilionidae, de la sous-famille des Parnassiinae et du genre Parnassius.

## Dénomination
Parnassius glacialis a été décrit par Arthur Gardiner Butler en 1866.

### Noms vernaculaires
Parnassius glacialis se nomme Glacial Apollo ou Japanese Clouded Apollo.

## Description
Parnassius glacialis est un papillon d'une envergure d'environ 50 mm, au corps couvert de poils gris et aux ailes blanches veinées de gris.

## Biologie

### Plantes hôtes
Les plantes hôtes sont des Corydalis, herbacées  annuelles ou vivaces de la famille des Fumariacées, Corydalis ambigua, Corydalis decumbens, Corydalis incisa, Corydalis remota et Aristolochia debilis.

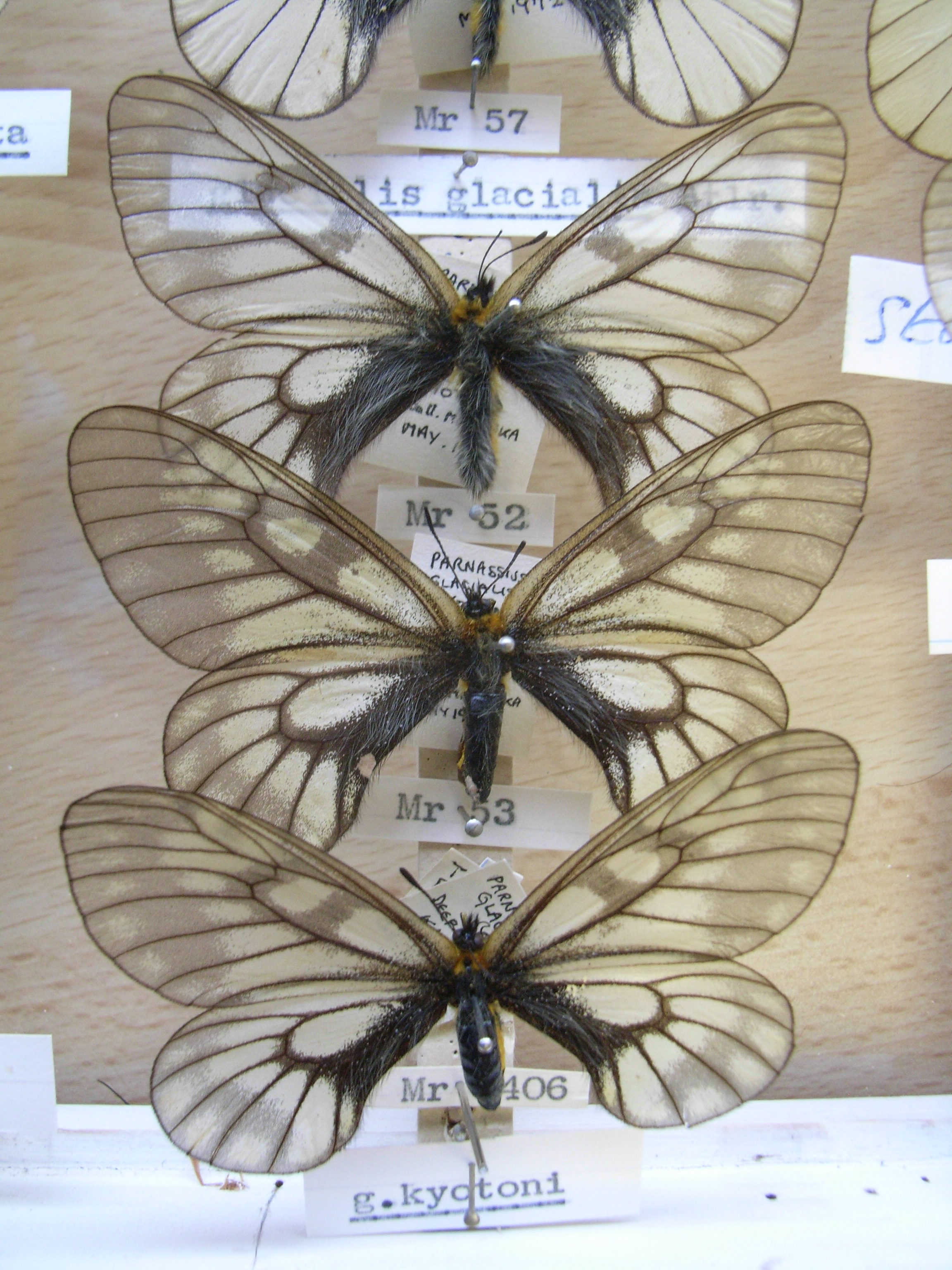
Parnassius glacialis

## Écologie et distribution
Parnassius glacialis est présent dans l'est de la Chine, en Corée et au Japon.